# HMS Kelvin (F37)
Le HMS Kelvin est un destroyer de classe K en service dans la Royal Navy pendant la Seconde Guerre mondiale.
Le Kelvin est mis sur cale aux chantiers navals Fairfield Shipbuilding and Engineering Company de Govan (Écosse) le 5 octobre 1937, il est lancé le 19 janvier 1939 et mis en service le 27 novembre 1939.

## Historique

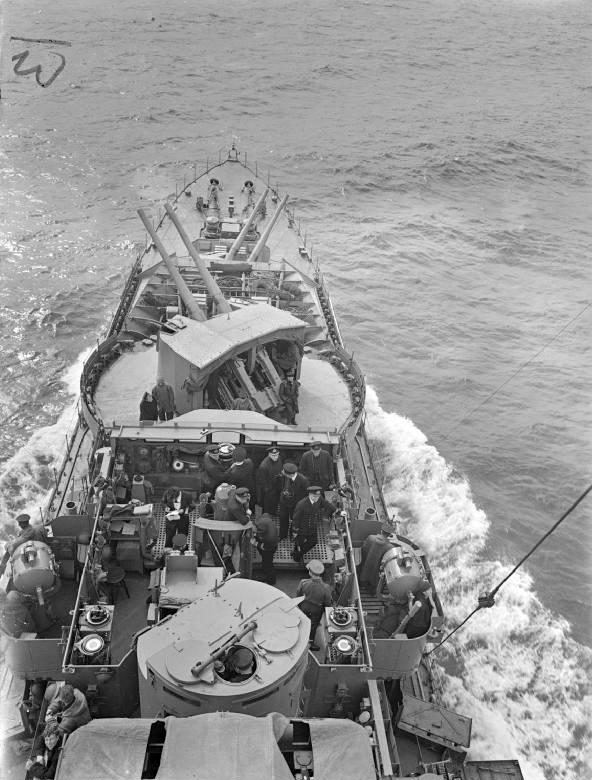
Le capitaine Louis Mountbatten et les officiers sur le pont du Kelvin en septembre 1940.

Intégré à la 5e flottille de destroyers en septembre 1940, il escorte des convois dans la Manche. Il saborde le même mois le HMS Ivanhoe, qui a heurté une mine sous-marine au large de Texel. En octobre, il fait partie de l'escorte du cuirassé HMS Revenge lorsque celui-ci bombarde Cherbourg. Il rejoint ensuite la Méditerranée et participe à de nombreux engagements, comme la bataille du cap Teulada sous le commandement de l'amiral James Somerville.
En mai 1941, le destroyer fait partie de l'escorte de l'opération Tiger, un convoi transportant des chars de Gibraltar à Alexandrie, avant d'être détaché pour bombarder Benghazi avec les destroyers Kelly, Jackal, Kashmir et Kipling  dans la nuit du 10 au 11 mai. Le 23 mai, les Jackal, Kelly, Kelvin, Kashmir et Kipling participent à la recherche des forces d'invasion allemandes. Ils sont attaqués par des bombardiers en piqué allemands, le Kelly et le Kashmir sont coulés.
En mars 1942, de retour en Méditerranée après un carénage, le Kelvin escorte le convoi MW10 qui participe à la deuxième bataille de Syrte. Il appuie le débarquement du 11e bataillon des Royal Marines en Crète le 16 avril 1942 dans le cadre de l’opération Lighter. En décembre, en compagnie des Janus, Javelin et Jervis, il coule le torpilleur italien Lupo au large de la Tunisie.
En janvier 1943, il bombarde Zouara en compagnie du Nubian. Le Javelin et le Kelvin détruisent une flottille de petites unités italiennes dans la nuit du 19 janvier 1943, événement connu sous le nom de bataille de Zouara. Le destroyer continue ses missions d’escorte et de patrouille dans la Méditerranée jusqu'au printemps 1944, date à laquelle le Kelvin retrouve les eaux britanniques pour participer à l’opération Neptune.

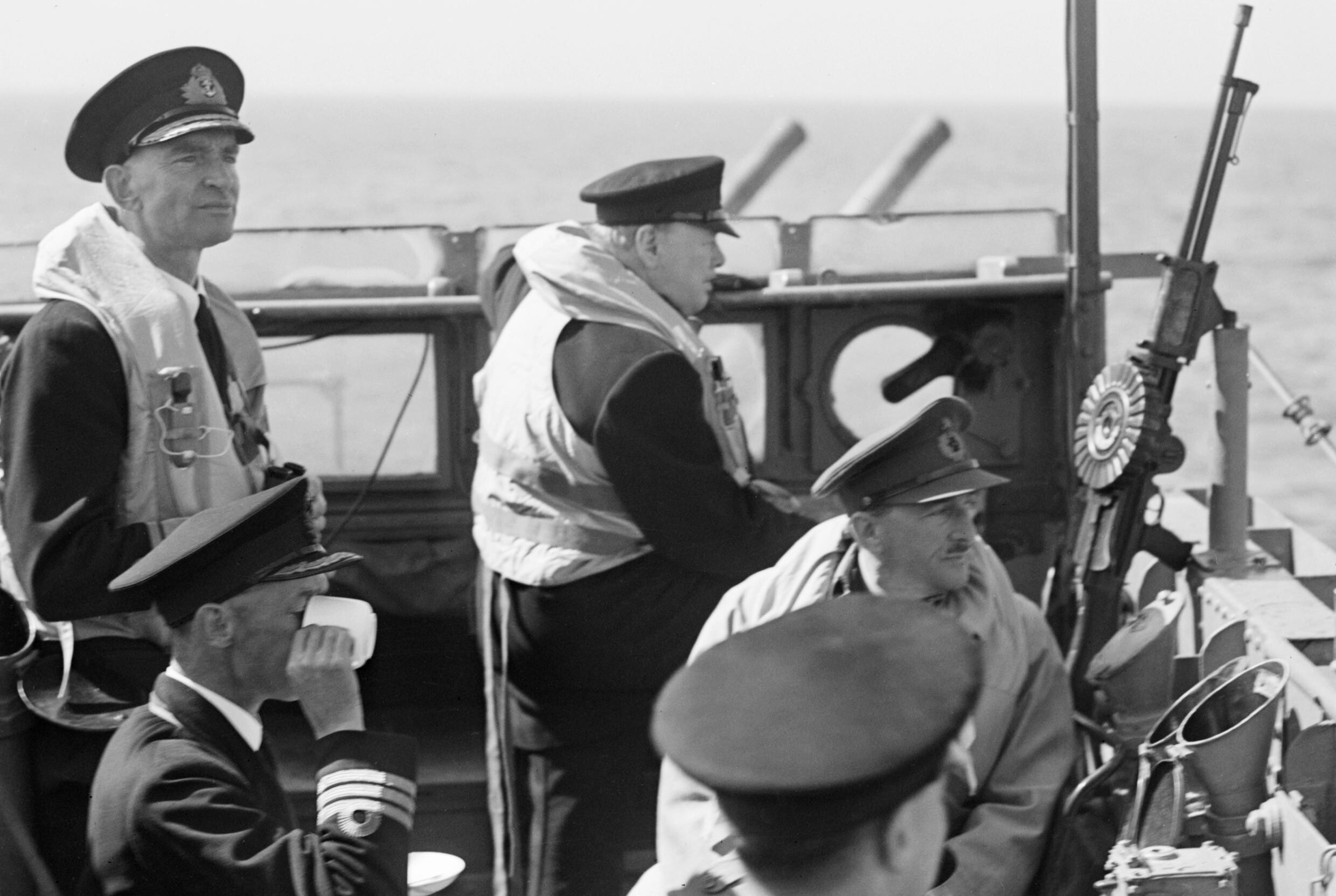
Winston Churchill et le général Sir Alan Brooke, Chief of the Imperial General Staff, sur le pont du Kelvin lors d'une visite en Normandie, le 12 juin 1944.

Affecté à la Task Force D, il est chargé à l’aube du 6 juin 1944 de bombarder les positions allemandes du secteur de Sword Beach. Il a l’honneur d’embarquer à son bord le Premier ministre Winston Churchill venu encourager les troupes britanniques et participer aux réunions des chefs d’état-major.
Après les opérations dans la Manche, le Kelvin retourne en Méditerranée (en particulier en mer Égée) jusqu'en novembre 1944. Il prend part aux opérations de libération du Dodécanèse, bombarde l'île de Tilos et y débarque une partie des troupes du Special Boat Service en novembre 1944.
Après la guerre, il est finalement rayé des listes de la Royal Navy le 6 avril 1949 pour être envoyé à la ferraille à Troon, en Écosse.